# Bajo Martín
Der Bajo Martín ist eine Comarca (Verwaltungseinheit) der Autonomen Region Aragonien in Spanien. Sie liegt in der Provinz Teruel und ragt auch in die Provinz Saragossa. Bajo Martín hat auf einer Fläche von 795,20 km² 6270 Einwohner (Stand 1. Januar 2022). Ihre Hauptstadt ist Híjar.
Die Comarca grenzt im Westen an den Campo de Belchite und Cuencas Mineras, im Norden an Ribera Baja del Ebro, im Osten an Bajo Aragón und Bajo Aragón-Caspe und im Süden an Andorra-Sierra de Arcos.

## Gemeinden
| Gemeinde               | Einwohner (2024) | Fläche km² | Dichte Einw./km² | Cod INE | Postleitzahl |
| ---------------------- | ---------------- | ---------- | ---------------- | ------- | ------------ |
| Albalate del Arzobispo | 1.933            | 205,69     | 9                | 44008   | 44540        |
| Azaila                 | 95               | 81,44      | 1                | 44031   | 44590        |
| Castelnou              | 99               | 37,09      | 3                | 44067   | 44592        |
| Híjar                  | 1.760            | 165,36     | 11               | 44122   | 44530        |
| Jatiel                 | 49               | 10,84      | 5                | 44129   | 44592        |
| La Puebla de Híjar     | 934              | 60,78      | 15               | 44191   | 44510, 44511 |
| Samper de Calanda      | 730              | 142,80     | 5                | 44205   | 44520        |
| Urrea de Gaén          | 440              | 41,12      | 11               | 44237   | 44593        |
| Vinaceite              | 182              | 50,08      | 4                | 44265   | 44591        |
| Comarca Bajo Martín    | 6.222            | 795,20     | 8                | –       | –            |

Die Wirtschaft der Comarca ist durch Landwirtschaft und Viehzucht geprägt.
Bekannt ist die Comarca vor allem durch die Ruta del tambor y el bombo, die die Orte der Comarca umfasst, in denen für Niederaragonien typische vor-österliche Trommelprozessionen stattfinden. Das Kulturerbe der Comarca besteht unter anderem im Erzbischofspalast von Albalate und dem Heiligtum Virgen de los Arcos. Im Parque Cultural del Río Martín finden sich Höhlenmalereien. Bei Azalaia findet sich die keltische Nekropole Cabezo de Alcalá.